# رز لیدی ماری فیتز ویلیام

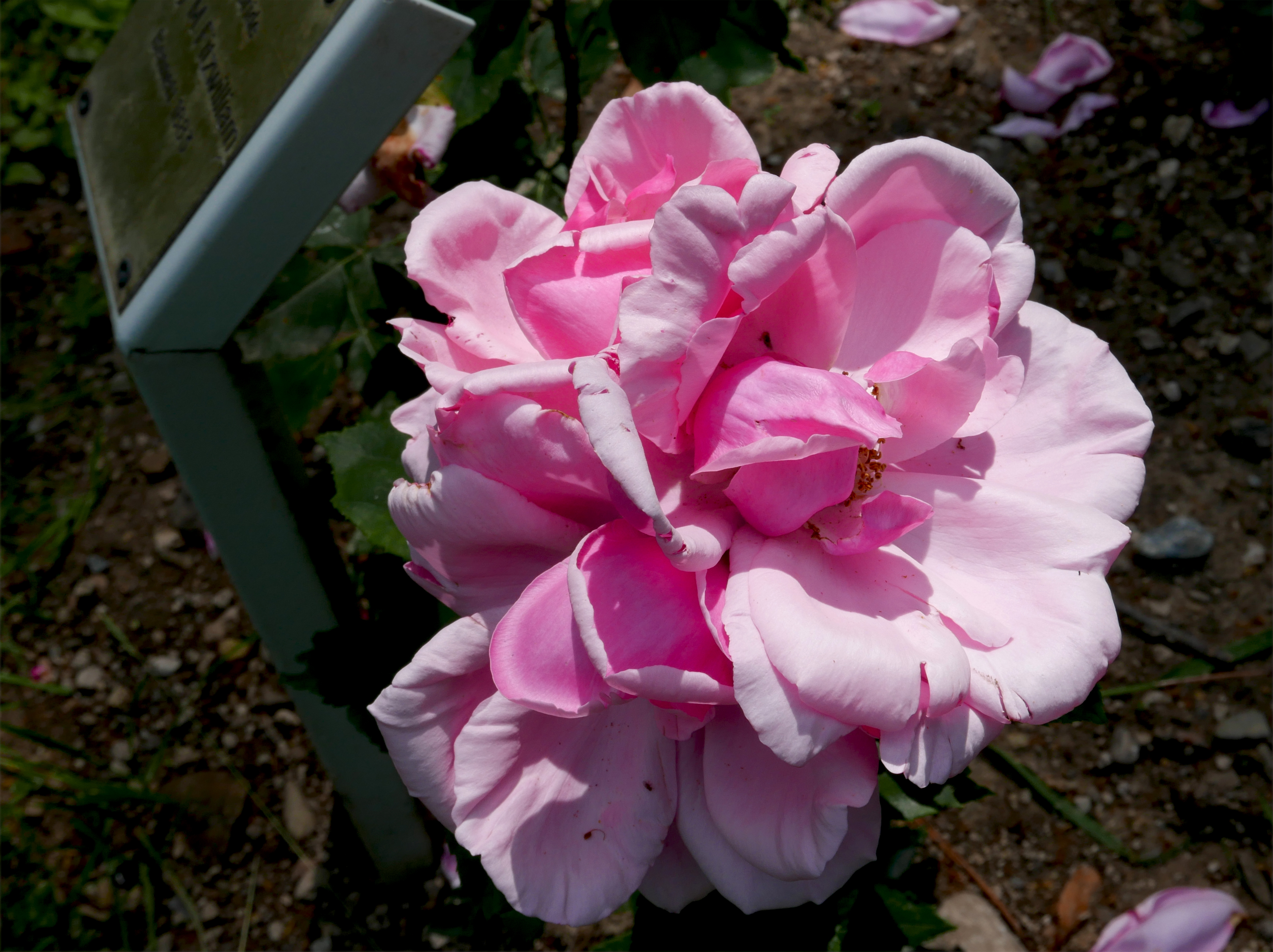
رز لیدی ماری فیتز ویلیام

رز لیدی ماری فیتز ویلیام (به انگلیسی: Rosa Lady Mary Fitzwilliam) یکی از رقم‌های رز است. این رقم از ترکیب رز چای و رز دورگه پرپچوال توسط هنری بنت (۱۸۹۰–۱۸۲۳) در کشور انگلستان در سال ۱۸۸۲ به وجود آمد. رنگ گل آن صورتی است و ارتفاع بوته در حدود ۱ متر است. این رقم نوهٔ اولین رز دورگه چای یعنی رز لا فرانس به‌شمار می‌آید. رز لا فرانس در سال ۱۸۶۷ به وجود آمد و فاقد قدرت میوه دهندگی بود. رز لیدی ماری فیتز ویلیام اولین رز دورگه چای بود که توانایی باروری و میوه دهندگی را داشت.